# R-29R
L'R-29R (in cirillico: P-29P, nome in codice NATO: SS-N-18 Stingray), anche noto come RSM-50 o 3M40, è un missile balistico intercontinentale imbarcato di fabbricazione sovietica sviluppato negli anni settanta presso il Makeyev OKB ed entrato in servizio nella marina sovietica nel 1977.
Progettato a partire dall'R-29 Vysota e per essere imbarcato sulle unità classe Delta III, è in grado di trasportare fino a sette testate nucleari (MIRV).
Accreditato di una gittata di oltre 8.000 km, è stato costantemente aggiornato nel corso della sua vita operativa (R-29RL, R-29RK, R-29RKU) tanto da svilupparne anche un'evoluzione denominata R-29RM Štil (in cirillico: P-29PМ Штил, nome in codice NATO: SS-N-23 Skiff).
Al 2021, nella sua più recente specifica R-29RKU-02 il missile è in servizio attivo nei ranghi della marina russa, dalla quale è stata adottata nel 2006.

## Storia

### Sviluppo
Lo sviluppo di un nuovo missile balistico imbarcato (e del relativo sistema di lancio) venne intrapreso dalla Makeyev nel 1973. L'implementazione del nuovo sistema sui sottomarini della classe Delta III iniziò nel 1977: in particolare, fu modificato un esemplare, il K-441, che venne usato come banco di prova. I lanci su questo battello iniziarono nel novembre 1976, e proseguirono fino al mese di ottobre del 1978. Il nuovo missile, fu dichiarato operativo l'anno successivo, e i Delta III furono modificati per ospitare il nuovo sistema.
L'SS-N-18 fu il primo missile balistico sovietico imbarcato in grado di imbarcare un numero di testate nucleari compreso fra 1 e 7. Inoltre, era anche possibile lanciarlo in gran numero con una singola salva.
Nella prima metà degli anni novanta, inoltre, fu sviluppata una versione per il lancio di satelliti artificiali in low earth orbit, chiamata Volna.

## Caratteristiche
Dal punto di vista progettuale, è ampiamente derivato dall'SS-N-8/R-29 a testata singola. Infatti, i due stadi del sistema propulsivo a propellente liquido sono in pratica quelli dell'R-29, anche se ampiamente riprogettati. Lo stesso sistema di lancio, il D-9R, era basato sul D-9 dell'SS-N-8. Il lancio può avvenire in immersione con il sottomarino in movimento. Il margine di errore (CEP) è di circa 900 m.
Tecnicamente parlando, l'R-29R aveva un peso al lancio di 35.300 kg, una lunghezza di 14,1 m ed un diametro di 1,8. Il carico massimo (payload) era di 1.600 kg, con sistema di guida astro inerziale. Le uniche differenze riguardavano le prestazioni in termini di gittata, che dipendevano dal numero di testate che veniva montato.

## Impiego operativo
Complessivamente, furono effettuati 22 lanci: 4 con testata singola, 8 nella configurazione a quattro testate e gli altri in quella a sette. In tutto, i sottomarini modificati per ospitare il nuovo missile furono quattordici, ognuno di questi con sedici armi. Nel 2010 gli SS-N-18/R-29R risultano ancora in servizio, imbarcati su tre-quattro battelli di questo tipo.

## Versioni
- R-29R: (SS-N-18 Mod.1) versione originale del 1977, dotata di testata monoblocco da 450 Kt, 8.000 km di gittata.
- R-29RL: (SS-N-18 Mod.2) versione aggiornata del 1979, equipaggiata con 3 testate da 200 kt, 6.500 km di gittata, 65 unità realizzate.
- R-29RK: (SS-N-18 Mod.3) versione del 1982, con 7 testate da 100 kt, 6.000 km di gittata.
- R-29RKU: versione entrata in servizio nel 1987, equipaggiata con testate del R-29RM.
- R-29RKU-01: versione entrata in servizio nel 1990.
- R-29RKU-02: versione aggiornata, ingresso in servizio nel 2006.
- Volna: versione cargo disarmata, impiegata come razzo vettore per l'immissione in orbita di satelliti entro i 700 kg di peso.

A causa delle limitazioni imposte dal trattato START I, il numero massimo di MIRV montato su un SS-N-18 fu solo di quattro.

## Utilizzatori

### Presenti
Russia
- Voenno-morskoj Flot - VMF RF

dal 1992-oggi

### Passati
Unione Sovietica
- Voenno-morskoj Flot - VMF CCCP

dal 1979 al 1991